# Mini calabazas y zapallos decorativos

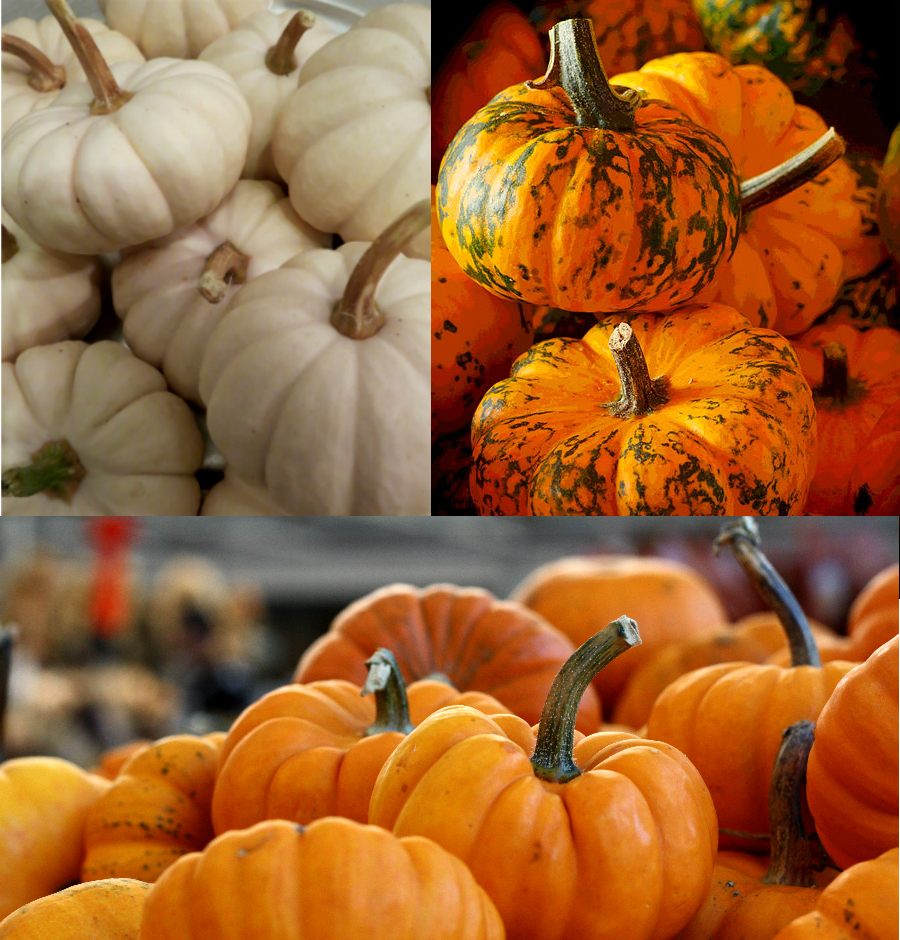
Cucurbita pepo tipo "mini pumpkin" o "baby pumpkin" o "miniature pumpkin"

Las calabazas y zapallos de pequeño tamaño y con fines decorativos se pueden dividir en dos grupos: 
1. variedades de Halloween "mini", parecidas a las calabazas de Halloween y se consumen en esa fecha; y
2. variedades de cáscara dura y pulpa no comestible, de colores y formas llamativos para uso decorativo durante todo el año.

Los dos grupos pertenecen a Cucurbita pepo. Una única variedad decorativa y también comestible de "mini Turbante" pertenece a Cucurbita maxima, especie de la que últimamente se propusieron variedades decorativas pequeñas de morfología variada.
Numerosos cultivares de Cucurbita pepo de fruto pequeño y vistoso y cáscara dura poseen un público adepto en Estados Unidos. Filogenéticamente se extraen de varias variedades diferentes dentro de esta especie. 
Algunos cultivares ornamentales como 'Flat' ("aplanado"), 'Miniature Ball' ("pelota en miniatura") y 'Pear' ("pera") difieren poco de las variedades silvestres y las naturalizadas, de nombres botánicos antiguos: Cucurbita pepo var. ovifera y Cucurbita pepo var. aurantia y Cucurbita pepo var. verrucosa, Cucurbita pepo convar. microcarpina.
 En las decoraciones se las suele mezclar con los comestibles "mini pumpkin", que parecen lámparas de Halloween pero mucho más pequeñas y son populares desde la década de 1990. Las hay de color naranja, blanco, amarillo o alguna combinación de estos colores, con bandas o sin bandas, y también pueden tener manchas verdes o ser enteramente verdes. 'Jack Be Little', 'Munchkin', 'Baby Bear' son ejemplos de cultivares. Pertenecen al grupo de cultivares Cucurbita pepo Grupo Pumpkin ya que se ajustan a la descripción formal (inamovible) del grupo: "Cucurbita pepo de frutos esféricos, oblados u ovalados, redondos o aplanados en los extremos". Son utilizadas como decoración en Halloween, convertidas en pequeñas lámparas esculpidas o dibujadas, o se pueden consumir en rellenos.

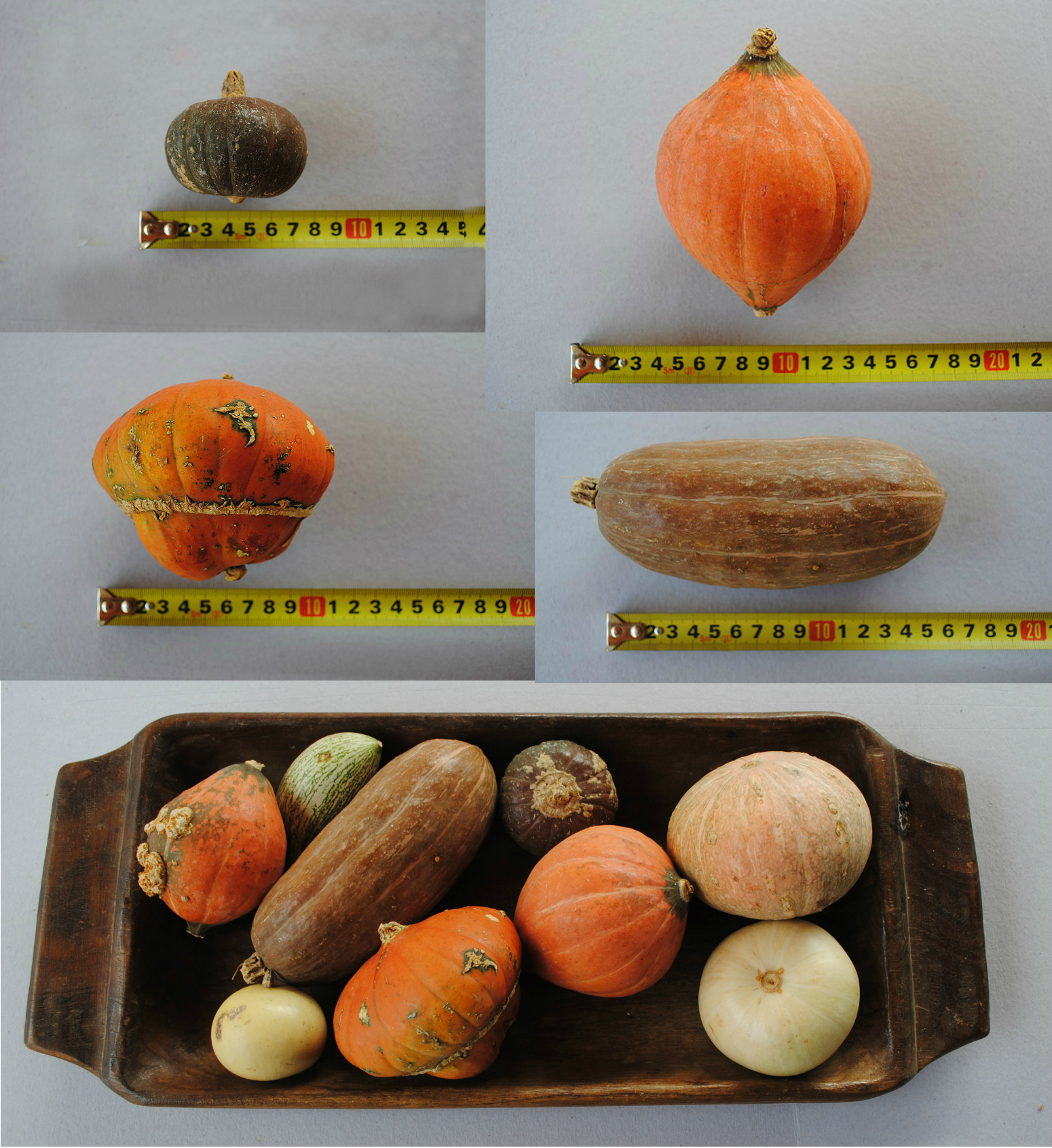
Cucurbita maxima tipo (mini) "zapallos decorativos", pequeños, decorativos y comestibles. C. maxima tipo (mini) "Zapallito-Zipinki" (arriba izquierda), tipo (mini) "Nugget" (arriba derecha), tipo (mini) "Turbante" (medio izquierda), sin nombre en su banco de germoplasma de tipo (mini) "Zipinka" (medio derecha).

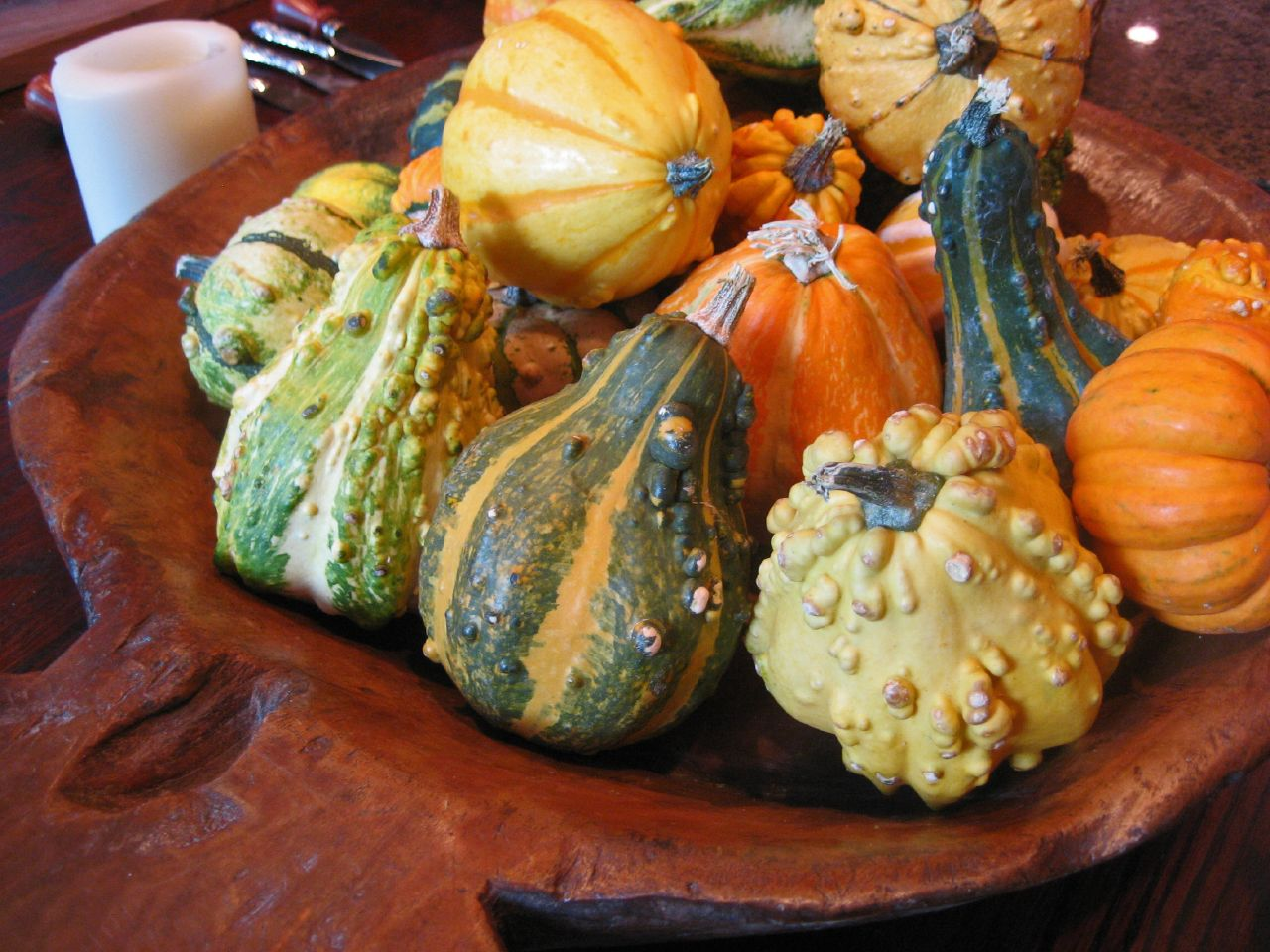
Diferentes cultivares de Cucurbita pepo de tipo decorativo, no comestibles utilizados como adornos de otoño.

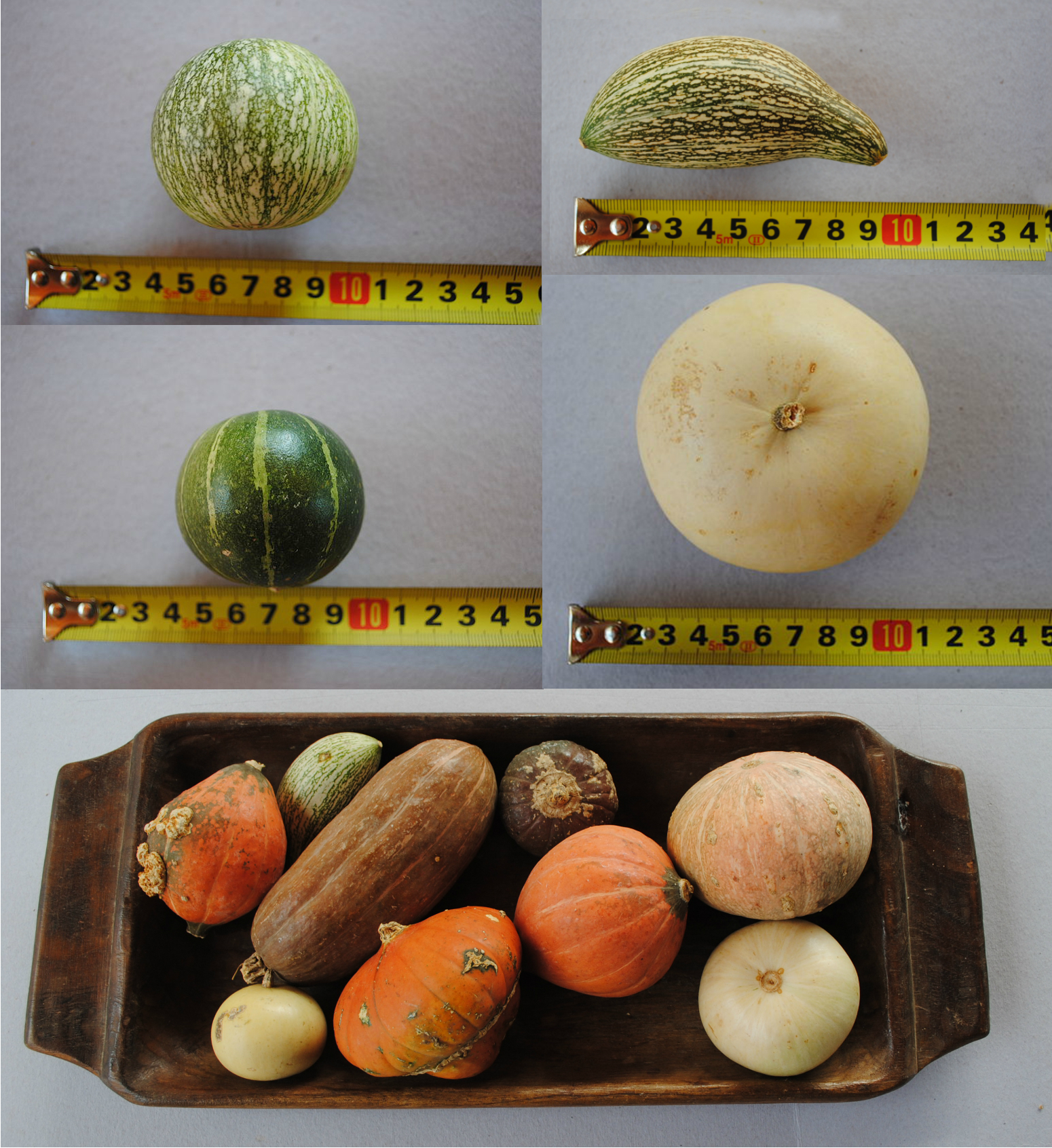
Diferentes cultivos de Cucurbita maxima de tipo decorativo, en un arreglo como adornos de otoño. Las fotos de arriba pertenecen a accesions de Cucurbita maxima subsp. andreana), en la foto de abajo también hay mini "zapallos decorativos" comestibles

## Citas
1. ↑  Paris (1989[2]): "Some of the ornamental gourd cultivars, such as 'Flat', 'Miniature Ball', and 'Pear', differ little from wild and feral C. pepo in their phenotypic characteristics, including small fruit size and striped fruit color pattern."
2. 1 2  Robinson y Decker-Walters (1997[3]) p. 79: "Miniature pumpkins of Cucurbita pepo (e.g. 'Jack Be Little', 'Munchkin', and 'Baby Bear'), with fruits looking like 'Jack O'Lantern' but much smaller, have become popular in recent years. They are used for decoration and are edible as well."
3. 1 2  Código Internacional de Plantas Cultivadas (Brickell et al. 2009[4]) "Art. 3.5. When a Group is divided or when two or more Groups are united or when the circumpscription of a Group is otherwise significantly re-defined in such a way that the resulting Group no longer has the same circumpscription a new name must be given for the resulting Group(s). Ex. 11. In the example given above, Solanum tuberosum Maincrop Group and S. tuberosum Red-skinned Group may be united to form a re-circumscribed Solanum tuberosum Maincrop Red-skinned Group. Ex. 12. Tulipa Dutch Breeders Group and T. English Breeders Group were united into the newly circumscribed T. Breeders Group (see J. F. Ch. Dix, A classified list of tulip names 4, 1958). Ex. 13. Recent breeding programmes in Begonia have led to the recognition of separate Groups within the existing Elatior Group. In due course these may be given new Group names instead of being referred to the Eliator Group as currently circumscribed. Ex 14. In the 1950s, a number of Magnolia hybrids were developed by D. T. Gresham and these have been referred to as Gresham Hybrids or as the Gresham Group. The inclusion of these hybrids in such a Group is unsatisfactory, the Group name being merely a statement of origin with individual members not showing characters in common. Two distinct Groups of Gresham's hybrids have, however, been recognized as Svelte Brunette Group and Buxom Nordic Blonde Group, each of which has a distinct set of characteristics (see J. M. Gardiner, Magnolias 118-120. 1989)".
4. ↑  El autor del nombre, Paris (1986): "1. Cucurbita pepo Pumpkin Group. Fruits spherical, oblate or oval, round or flattened at ends. Cultivars include: C. pepo 'Connecticut Field', C. pepo 'Jack O'Lantern', C. pepo 'Small Sugar', C. pepo 'Spookie'. C. pepo L. var. pepo Bailey." Si bien la descripción es inamovible,[cita 3] Robinson y Decker-Walters (1997[3]) p. 78: "For Cucurbita pepo, we will use the classification by Paris (1986), which is based primarily on fruit shape; his groupings of cultivares are: (...) Pumpkin: Fruit orange, round or oval."